# Distrito de Carania

La Provincia de Yauyos en el Departamento de Lima, Perú.

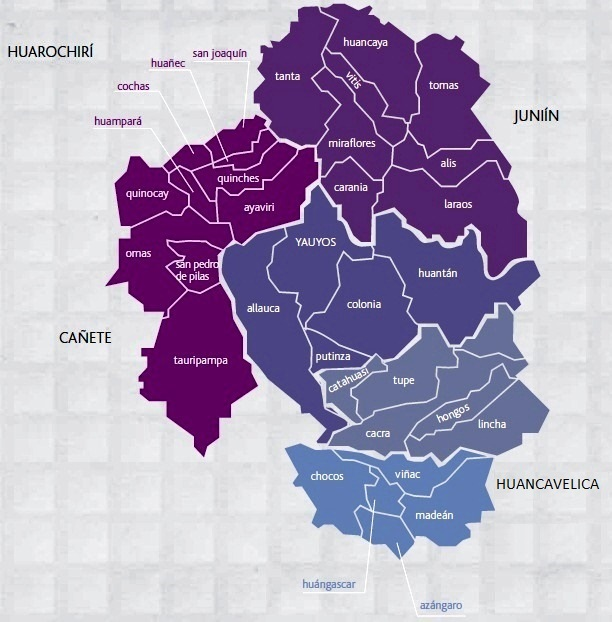
La provincia de Yauyos y sus 33 distritos.

El Distrito de Carania es uno de los  treinta y tres distritos que conforman la Provincia de Yauyos, perteneciente al Departamento de Lima, en el Perú  y bajo la administración del Gobierno Regional de Lima-Provincias. 
Desde el punto de vista jerárquico de la Iglesia católica, forma parte de la Prelatura de Yauyos.

## Historia
El distrito fue creado mediante Ley del 3 de diciembre de 1901, en el gobierno del Presidente Eduardo López de Romaña.

## Geografía
Abarca una superficie de 122,13 km². Está situado a 3 850 msm, al norte de la capital de la provincia de Yauyos.

## Autoridades

### Municipales
- 2019 - 2022
  - Alcalde: Juan Carlos Tomas Mendoza, Movimiento regional Unidad Cívica Lima.
- 2015 - 2018[2]
  - Alcalde: Anita Queli Ramos Vivas, Movimiento Patria Joven (PJ).
  - Regidores: Deysy Esther Vivas Vivas (PJ), Cesáreo Centeno Chulluncuy (PJ), Denis Esteban Ramos Rojas (PJ), Cindy Rosa García Chavarría (PJ), Máximo Jovito Cuéllar Muñoz (Alianza para el Progreso).
- 2011 - 2014[3]
  - Alcalde: Hilario Miguel Clemente Reyes, Partido Democrático Somos Perú (SP).
  - Regidores: Luis Alberto Vivas Chinchay (SP), Martha Beatris Vivas Ramos de Vivas (SP), Marcos Sixto Centeno Espinoza (SP), Verónica Raquel Gómez Jiménez (SP), Doris Salazar Sierra (Partido Humanista  Peruano).
- 2007 - 2010
  - Alcalde: Hilario Miguel Clemente Reyes, Partido Democrático Somos Perú (SP).
- 2003 - 2006
  - Alcalde: Hilario Miguel Clemente Reyes, Partido Democrático Somos Perú (SP).
- 1999 - 2002
  - Alcalde: Agripino Angel Tacsa Hinostroza, Movimiento independiente Yauyos eres tú.
- 1996 - 1998
  - Alcalde: Melciades Rosales Vitanzo, Lista independiente N.º 3 Unidad Regional de Integración Yauyos (URI).
- 1993 - 1995
  - Alcalde:  , Lista independiente Unidad Regional de Integración.
- 1991 - 1992
  - Alcalde: Patricio Rosales Taipe, Lista independiente N.º 9 San Lorenzo de Alis.
- 1987 - 1989
  - Alcalde: Urbano Epifano Clemente Laynes, Frente electoral Izquierda Unida.
- 1984 - 1986
  - Alcalde: Oscar Raymondi Samaniego, Partido Acción Popular.
- 1981 - 1983
  - Alcalde: Urbano Epifano Clemente Laynes, Partido Acción Popular.

### Policiales
- Comisaría de Carania
  - Comisario: Mayor PNP.[4]

### Religiosas
- Prelatura de Yauyos[5]
  - Obispo Prelado: Mons. Ricardo García García.[6]
- Parroquia San Lorenzo, Alis[7]
  - Párroco: Pbro. Edgar Romero Basurto.
  - Vicario parroquial: Pbro. Luis Apolinario Aroquipa.

## Educación

### Instituciones educativas
- I.E.

## Atractivos turísticos
Los sitios turísticos del distrito.

### Sitio arqueológico
- Huamanmarca

### Agua medicinales
- Kankaro

### Nevados
- Quipala
- Cotoni

### Andenerias
- Anta
- Cargua
- Huaycho
- Huarancancha
- Huantuya
- Laboratorio Agrícola de Huantuya

### Otros
- Cañón de Shushuma
- Mirador de Huaychama
- Mirador del Cóndor
- Laguna Shinia